# Trachymene saniculifolia
Trachymene saniculifolia är en flockblommig växtart som beskrevs av Otto Stapf. Trachymene saniculifolia ingår i släktet Trachymene och familjen flockblommiga växter. Inga underarter finns listade i Catalogue of Life.